# 谢帝
谢帝（1989年11月6日—），原名蔡镇鸿，又名谢老板儿、Boss X、Fat Shady，出生于四川省成都市，嘻哈团体成都集团（前身为说唱会馆）的代表人物，成都第四音乐有限公司（No.4 Music）的CEO。於2014年曾参加《中国好歌曲》第一季成为蔡健雅戰隊冠軍學員及全國总决赛四强。2015年推出首张个人专辑《人，社会，钱》。2017年推出第二张个人专辑《这张专辑太Diao了》。代表作为《老子明天不上班》。

## 专辑
- 2015年《人，社会，钱》
- 2017年《这张专辑太Diao了》
- 2018年《蔡镇鸿》
- 2018年《帝头蛇末日的士》
- 2020年《Couple Hunnid Mixtape Vol.1》
- 2021年《Couple Hunnid Mixtape Vol.2》
- 2021年《Couple Hunnid Mixtape Vol.3》
- 2025年《Bow》